# Сколоздра Роман Володимирович
Сколоздра Роман Володимирович — хімік–неорганік, кандидат хімічних наук (Дослідження фазових рівноваг і кристалічних структур сполук в потрійних системах (нобідій, молібден, вольфрам)-(залізо, кобальт, нікель)-силіцій і деяких споріднених системах, 1967), доцент (1968), доктор хімічних наук (взаємодія олова (силіцію) з рідкісноземельними і перехідними металами, 1989), професор (1990). Член спеціалізованої Вченої ради, член Комітету кристалографів України та Міжнародної Спілки кристалографів. Член НТШ, Термрелектричної академії України.

## Життєпис
Роман Володимирович Сколоздра народився 1 січня 1941 р. у селі Дроговиж Львівської області в сім'ї відомого скульптора. Середню школу закінчив 1957 р. у м. Миколаєві та вступив на хімічний факультет Львівського університету, який закінчив з відзнакою у 1962 р. З того часу і до останніх днів життя працював у Львівському державному університеті на посадах лаборанта, інженера та викладача кафедри неорганічної хімії.
У 1967 р. захистив кандидатську дисертацію, в якій дослідив фазові рівноваги і кристалічні структури сполук у дев'яти потрійних системах двох перехідних металів з силіцієм, встановив нові кристалохімічні закономірності і був затверджений доцентом кафедри (1968-90 рр.)
З 1972 по 1975 роки викладав хімію для студентів Алжирського інституту нафти, газу та хімії.

## Наукові досягнення
Після повернення з Алжиру досліджував потрійні системи, які містять олово. В цей час організував при кафедрі науково-дослідну групу, що, поряд з дослідженням станідів і споріднених сполук, приступила до ґрунтовного вивчення фізичних властивостей інтерметалічних сполук. У докторській дисертації « Взаємодія олова (силіцію) у потрійних системах з рідкісноземельними і перехідними металами», яку захистив у 1989 р. в Інституті проблем матеріалознавства ім. І. Н. Францевича, вивчив ізотермічні перетини 23-х систем, вперше синтезував понад 300 нових станідів і силіцидів, дослідив їх кристалічну структуру, магнітні та електричні властивості. У 1991 р. одержав звання професора.
Керівник 6 кандидатських дисертацій близько 250 праць, 18 АС, зокрема, Кристаллическая структура соединения  Mo3CoSi (АН СССР. 1967. Т. 175.№ 5); Свойства новых станнидов редкоземельных металлов со структурой типа  La3Co2Sn7 (Укр. физ. ж. 1987. Т. 32. № 5); Станіди перехідних і рідкоземельних елементів (Львів,1993); Stanides of rare-earth and transitions metals (Handbook on the Physics and Chemistry of Rare Earth. Amsterdam. 1994. Vol. 24); Новые фазы структурных типов  MgAgAs, LiGaGe  и TiNiSi, содержащие d–и р-элементы (Неорган. Материалы.1999. Т. 35. № 4).

## Громадська діяльність
Роман Володимирович відомий педагог і блискучий лектор. Читав лекції з загальної та неорганічної хімії, а також спеціальний курс «Фізико-хімія твердого тіла», брав активну участь у роботі кафедри неорганічної хімії, організації наукових конференцій і диспутів. Неоціненна його заслуга в налагодженні наукових зв'язків з Національним центром наукових досліджень (м. Греболь, Франція), плідна співпраця з яким зміцнила науковий напрям рідної кафедри, зокрема в дослідженні магнітних і електричних властивостей сполук.
Під його керівництвом захищено три кандидатські дисертації. Р. В. Сколоздра був членом Міжнародної спілки кристалографів, наукового товариства імені Шевченка, наукових рад та Академії термоелектрики.

## Вибрані публікації
- Кристаллическая структура соединения  Mo3CoSi (АН СССР.1967. Т. 175.№ 5);
- Свойства новых станнидов редкоземельных металлов со структурой типа  La3Co2Sn7 (Укр. физ. ж. 1987. Т. 32. № 5);
- Станіди перехідних і рідкоземельних елементів (Львів,1993);
- Stanides of rare-earth and transitions metals (Handbook on the Physics and Chemistry of Rare Earth. Amsterdam. 1994. Vol. 24);
- Новые фазы структурных типов  MgAgAs, LiGaGe  и TiNiSi, содержащие d–и р-элементы (Неорган. Материалы.1999. Т. 35. № 4).

## Літературні джерела
- Вісник Львського університету (серія хімічна. Випуск 38. Львів 1999
- ENCYCLOPEDIA. Львівський національний університет імені Івана Франка. Львів: ЛНУ ім. Івана Франка, 2011, Т. 2.ст.435